# Gayatri Joshi
Gayatri Joshi (Marathi: गायत्री जोशी) (ur. 20 marca 1977) - hinduska modelka, która rozpoczęła karierę aktorską w Bollywood. Jej pierwszym i jedynym jak dotąd filmem jest Mój kraj (2004).

## Życie
Gayatri Joshi ukończyła Sydenham College, w Bombaju. Karierę modelki rozpoczęła w 1996 będąc jeszcze w liceum. Studiowała w JB Vachha High School w Dadarze w centrum Bombaju. Studiowała również w Mt. Carmel High School w trakcie pobytu w Nagpurze, gdzie mieszkają jej dziadkowie.

### Kariera
Była jedną z pięciu finalistek w 1999 konkursu piękności Femina Miss India i została wybrana jako reprezentantka Indii na odbywający się w 2000 Miss International w Japonii. Pracowała jako modelka reklamowa, występując w reklamie Hyundai razem z Shah Rukh Khanem, oprócz tego pojawiając się w kilku teledyskach: firmowanych przez Jagjita Singha Kaghaz Ki Kashti oraz Hansraja Hansa Jhanjaria. 
Jej debiut filmowy nastąpił w grudniu 2004 w filmie Ashutosha Gowarikera zatytułowanym Mój kraj, w którym wystąpiła u boku największego gwiazdora kina indyjskiego Shah Rukh Khana, grając młodą nauczycielkę z wiejskiej szkoły. Wyróżnia ją nieprzeciętna uroda oraz umiejętności w zakresie klasycznego tańca indyjskiego. 
Inne osiągnięcia:
Channel [V] Goddess of April, 2005.
Best Newcomer Female Award, Zee Cine Awards 2004.
Sony My Miss India 1999, Viewers Choice Award. 

### Życie prywatne
Gayatri wyszła za mąż za Vikasa Oberoia 27 sierpnia 2005 roku w Bombaju, zaś 1 września 2006 urodziła syna, przerywając swoją karierę filmową.

## Filmografia
- Mój kraj (2004) jako Gita/Gitlee

## Nagrody
- 2005, Bollywood Movie Awards, Najlepszy debiut kobiecy, Swades.
- 2005, Star Screen Award, Najbardziej obiecująca debiutantka, Swades.
- 2005, Zee Cine Award, Najlepszy debiut kobiecy, Swades.
- 2005, Global Indian Film Awards, Najlepszy debiut, Swades